# Upper Astrop
Upper Astrop – osada w Anglii, w hrabstwie Northamptonshire. Leży 6 km od miasta Daventry. W 2009 miejscowość liczyła 21 mieszkańców.